# Zankwieser Teich

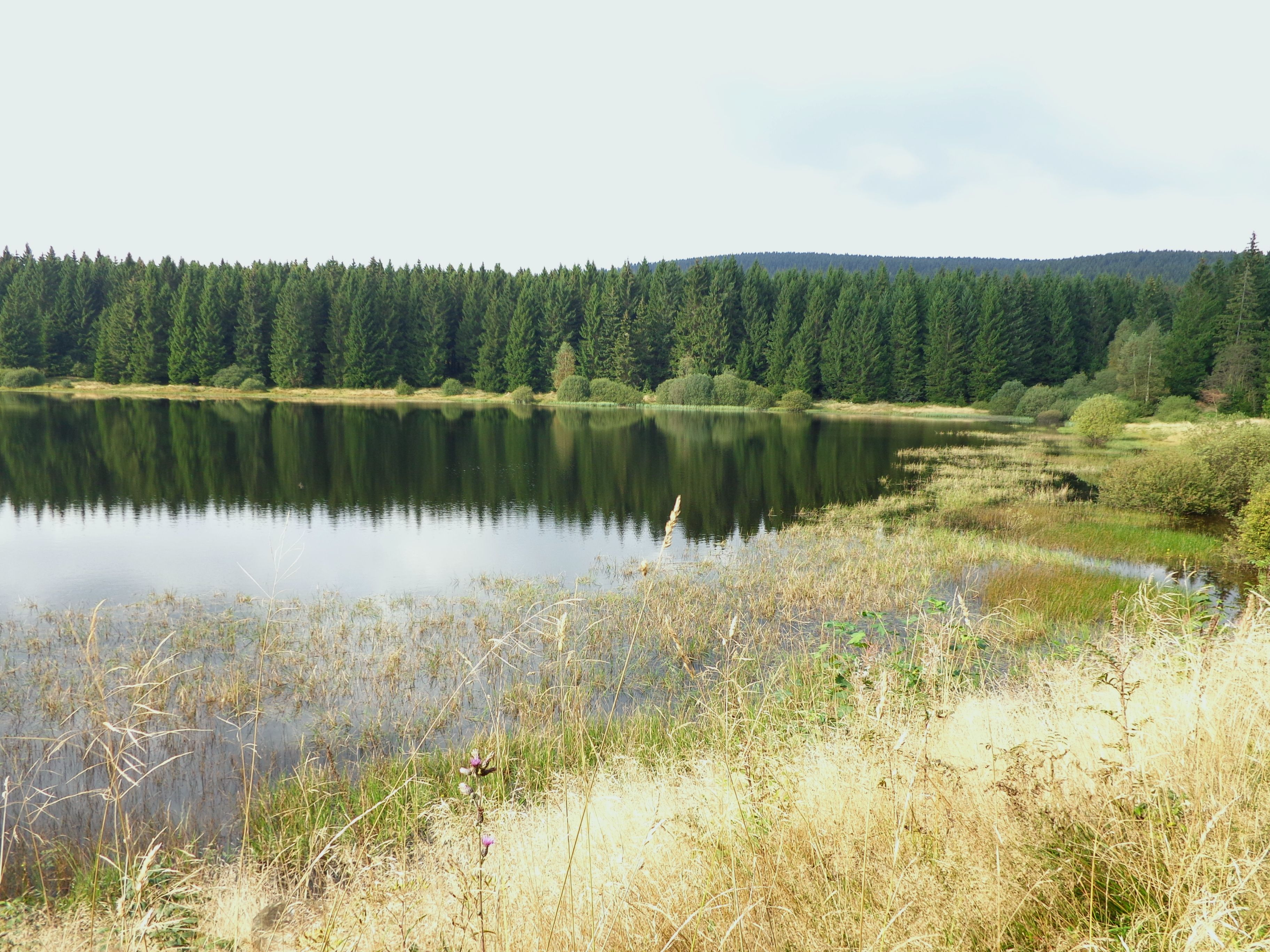
Zankwieser Teich, östliches und nördliches Ufer

Der Zankwieser Teich ist eine historische Talsperre bei Clausthal-Zellerfeld. Er wurde im Zusammenhang mit dem Oberharzer Wasserregal von Oberharzer Bergleuten im 17. Jahrhundert angelegt und gehört zu den Oberharzer Teichen. Wie alle Bauwerke des Oberharzer Wasserregals ist auch der Zankwieser Teich seit dem Jahr 2010 Bestandteil des UNESCO-Weltkulturerbes Bergwerk Rammelsberg, Altstadt von Goslar und Oberharzer Wasserwirtschaft.

## Lage
Der Teich liegt etwa zwei Kilometer nordöstlich des Clausthal-Zellerfelder Stadtteils Zellerfeld. Er befindet sich im Gebiet des Spiegelbaches im Einzugsgebiet der Innerste. Etwa einen Kilometer weiter östlich liegt die abgelegene kleine Siedlung Festenburg. Sowohl Grundablass als auch Hochwasserentlastung (Ausflut) leiten das Wasser in ein kleines Nachstaubecken (Striegelwiderwaage), von wo es in der Regel über den Zankwieser Grundgraben (auch „Kahleberger Bruchgraben“ genannt) weiter zum Kiefhölzer Teich geleitet wird. Es wurde dann über den Zellerfelder Kunstgraben den Zellerfelder Bergwerken zugeführt, wo es als Aufschlagwasser verwendet wurde.
Oberhalb des Teiches gibt es noch den Röhrenteich, der aber nie Bestandteil des Oberharzer Wasserregals war. Unterhalb des Teiches befindet sich im natürlichen Einzugsgebiet der Untere Kellerhalsteich sowie der Obere- und der Untere Spiegeltaler Teich. Etwa 15 Kilometer Fließstrecke weiter unten befindet sich die Innerstetalsperre.

## Beschreibung
Der Staudamm wurde als Erdbauwerk, das heißt mit einer Erd- und Felsschüttung, erstellt. Dieses Dammschüttmaterial wurde örtlich gewonnen und ist von überwiegend steiniger Substanz. Die Dichtung besteht aus Rasensoden und verläuft entlang der wasserseitigen Böschung. Es handelt sich um einen Teich der „Alten Bauart“. Mit einem Stauvolumen von 113.000 m³ stellt die Anlage eine Talsperre gemäß Niedersächsischem Wassergesetz dar.
Der Teich muss mindestens einmal erhöht worden sein. Dafür spricht der prägnante 90°-Knick des Dammes am linken (östlichen) Hang sowie die Tatsache, dass die historische Hochwasserentlastungsanlage nicht am äußersten rechten Hang, wo sie auf gewachsenem Fels hätte gegründet werden können, positioniert worden ist. Sie befindet sich im rechten Drittel des Dammes, wo der Staudamm noch etwa fünf Meter hoch ist.

## Bauwerkshistorie
Das Bauwerk ist im Jahr 1688 errichtet worden. Wann es zu den erwähnten Dammerhöhungen kam, ist nicht bekannt.
1993 wurde am äußersten rechten Hang eine zusätzliche Ausflut errichtet, um das Bemessungshochwasser abführen zu können. Eine vollständige Entleerung des Teiches erfolgte im Jahr 2006, um die Hydraulik des Grundablasses zu erneuern. Das Grundablassrohr besteht weiterhin aus dem historischen Holzgerenne. Die markanten Durchlässigkeiten des Dammes wurden mehrfach untersucht, bis jetzt wurde daraus noch kein Handlungsbedarf abgeleitet.

## Einzugsgebiet, Wasserwirtschaft
Das natürliche Einzugsgebiet des Teiches ist mit 0,36 km² sehr klein. Es wird noch weiter verringert durch den durch das Einzugsgebiet verlaufenden Oberen Schalker Graben, der das Wasser von der Schalke oberhalb sammelt und dem Mittleren Kellerhalsteich zuführt. Damit verfügt der Zankwieser Teich über nur einen recht geringen Zulauf.
Das Einzugsgebiet besteht ausschließlich aus Wald, der von den Niedersächsischen Landesforsten betrieben wird.
Aufgrund hydraulischer Engpässe im Bereich der Untermühle wird die Anlage als Hochwasserschutzteich gefahren. Das heißt, dass der Wasserspiegel aus Hochwasserschutzgründen mittels des Grundablasses immer auf etwa 1,5 Meter unterhalb des Überlaufniveaus gehalten wird. Zu einem Überlauf über die Hochwasserentlastungsanlage kommt es dank des guten Ausbaugrades selten.

## Freizeitnutzung
Der Teich ist im Sommer als Badeteich sehr beliebt. Aufgrund seiner Abgelegenheit wird er besonders gerne zum textilfreien Baden genutzt. Das Wasser im Teich ist durch Hochmoormilieu geprägt und relativ sauer. Daher gibt es hier nur wenige Fische.

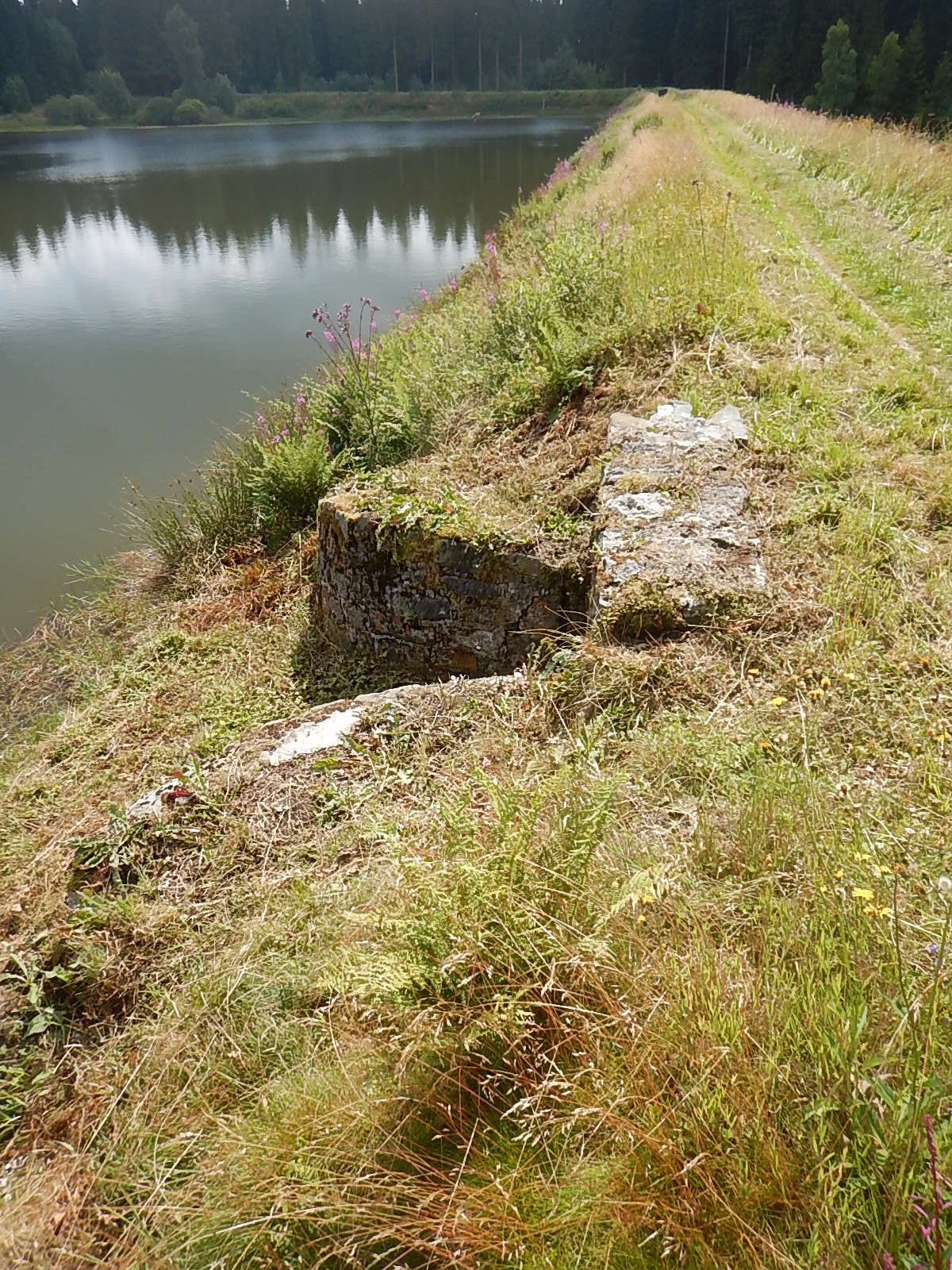
Ehemalige Hochwasserentlastungsanlage Zankwieser Teich
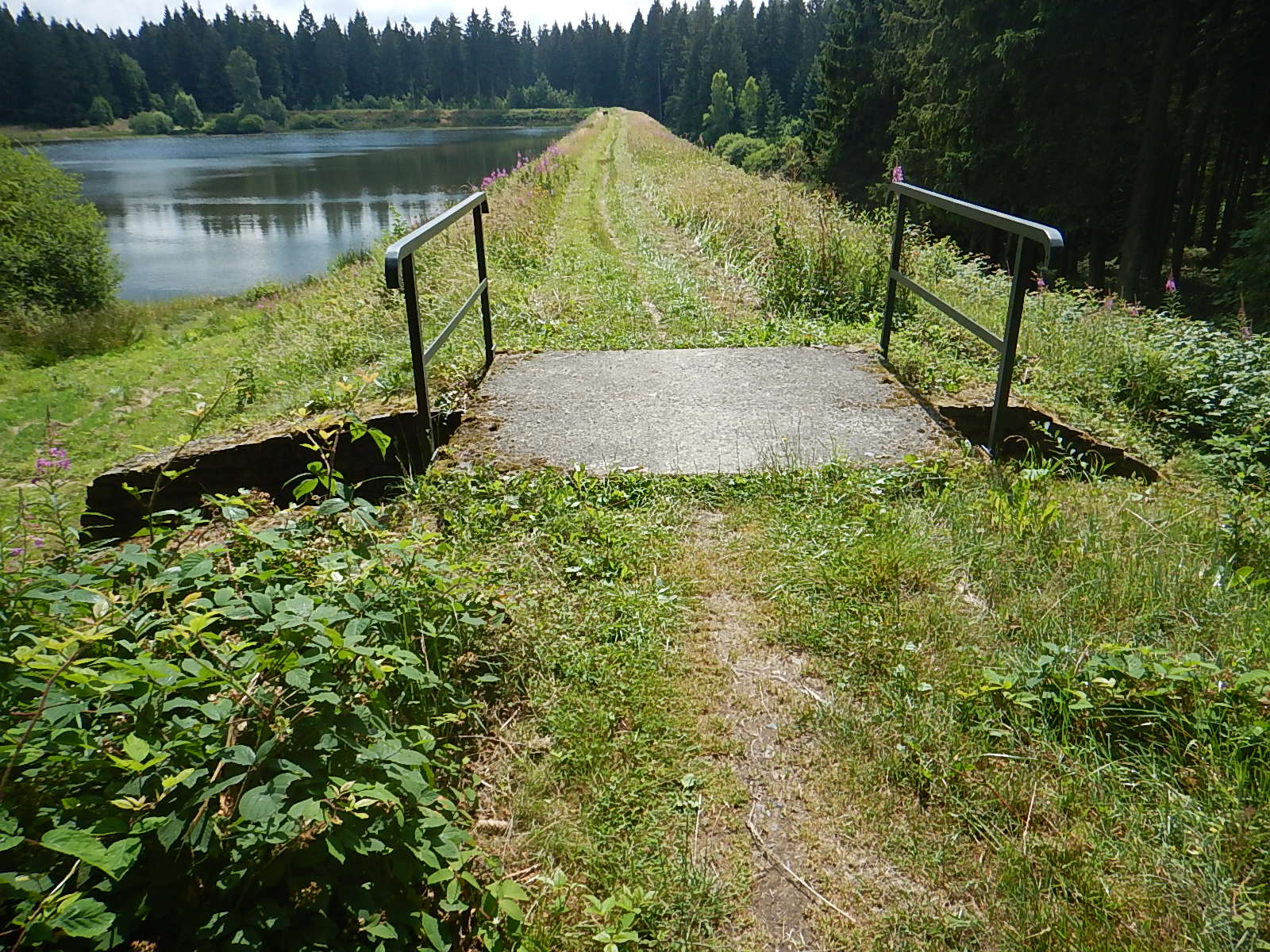
Damm des Zankwieser Teiches
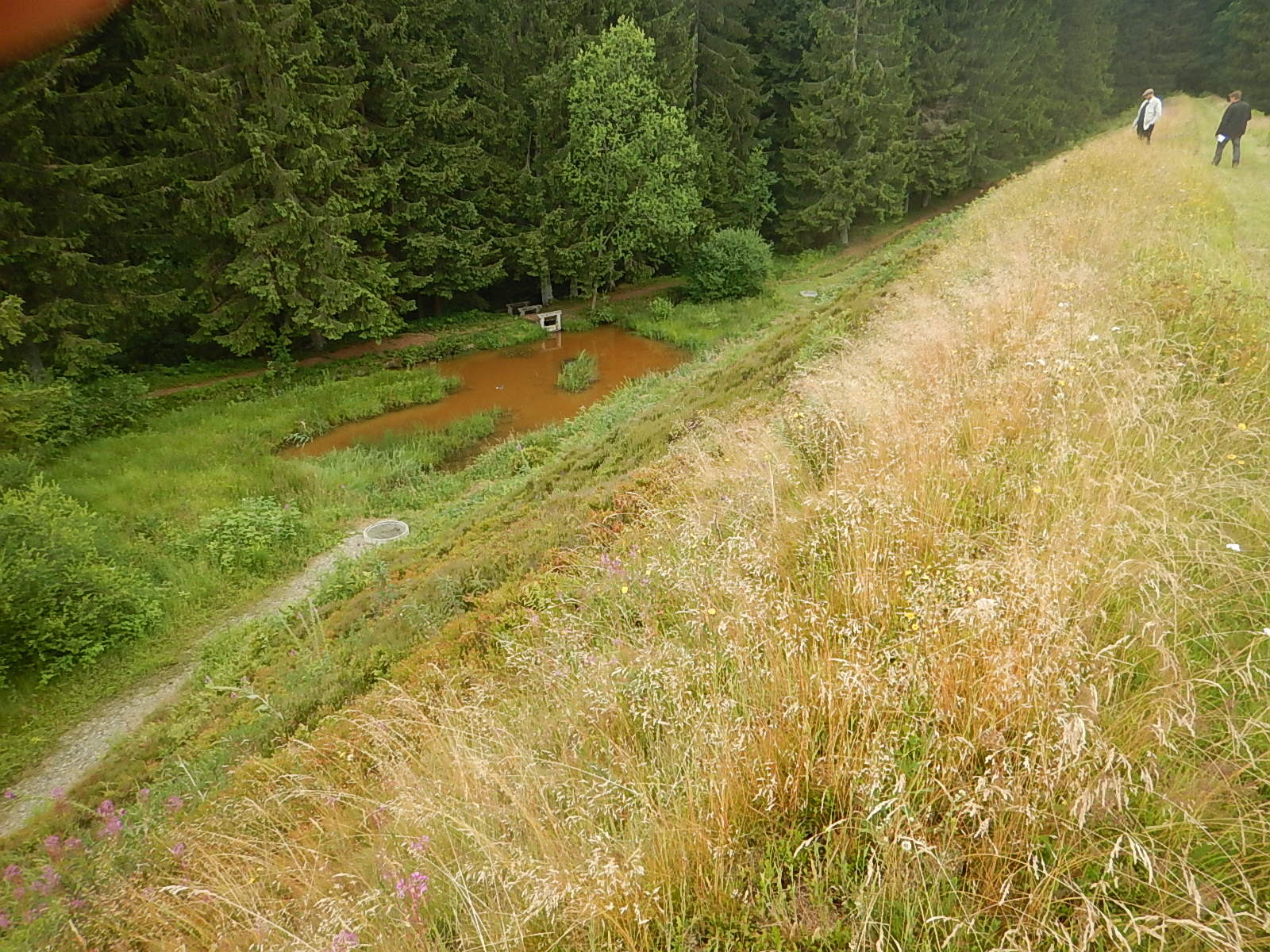
Zankwieser Teich, luftseitige Böschung und Widerwaage